# Force de frappe

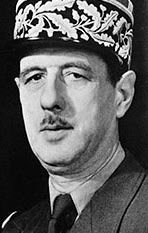
Charles de Gaulle creëerde de visie van Force de Frappe

De Force de frappe of Force de dissuasion sinds 1961 is de naam voor de Franse kernwapens ter zee en in de lucht (en voormalig te land), die worden gebruikt als steunpilaar van het Franse nucleair afschrikkingsbeleid. De Force de frappe is onderdeel van de Franse krijgsmacht; Frankrijk is de op drie na grootste kernmacht.
Frankrijk heeft zijn laatste op land gestationeerde kernraketten (op het Plateau d'Albion in Zuid-Frankrijk) in 1996 gedeactiveerd. Op 27 januari van datzelfde jaar heeft Frankrijk op het onbewoonde Moruroa-atol in Frans-Polynesië zijn laatste kernproef gehouden voor het tekenen van het Kernstopverdrag. Op 21 maart 2008 kondigde president Nicolas Sarkozy aan dat hij het aantal kernkoppen bij de Franse luchtmacht met 30 procent zou verminderen; hiermee zou Frankrijk nog 290 kernkoppen hebben.

## Geschiedenis
In 1954, tijdens de Vierde Republiek, besloot de regering van Pierre Mendès France Frankrijk nucleair te bewapenen. Toen president Charles de Gaulle terug aan de macht kwam in 1958 realiseerde hij zijn plan voor een volledig onafhankelijke Force de Frappe, die capabel was om Frankrijk te beschermen tegen de Sovjet-Unie of een andere mogelijke vijand. Deze Force de Frappe moest onafhankelijk zijn van de Noord-Atlantische Verdragsorganisatie, waarvan president de Gaulle vond dat ze voornamelijk gedomineerd werden door de Verenigde Staten. Frankrijk was vooral bang dat de Verenigde Staten Europa niet te hulp zouden schieten omdat zij zich al zo hadden vastgelopen in de Vietnamoorlog. Volgens de Gaulle mocht Frankrijk nooit zijn verdediging en zijn bestaan toevertrouwen aan een buitenlandse en dus potentieel onbetrouwbare macht.
Het strategisch concept achter de Force de Frappe was dat van tegenwaarde. Dit wil zeggen dat het doel was om zo veel mogelijke schade te kunnen aanrichten aan een potentiële vijand, waardoor zij door deze mogelijke tegenreactie zouden afzien van hun aanval. Deze manier van afschrikking staat bekend als Mutual assured destruction. Het blijft onduidelijk of de Franse overheid echt bereid was om zo ver te gaan.